# Panajotis Demestichas
Panajotis Demestichas, gr. Παναγιώτης Δεμέστιχας (ur. 6 lipca 1885 w Kotronas w Lakonii, zm. 14 listopada 1960 w Atenach) – grecki generał i polityk, minister spraw wewnętrznych w roku 1941.

## Życiorys
Był synem Petrosa Demestichasa i Venetii. Studiował prawo na uniwersytecie ateńskim, ale w 1905 przerwał studia i wstąpił na ochotnika do armii greckiej. W lipcu 1912 ukończył szkołę wojskową i w stopniu podporucznika wziął udział w wojnach bałkańskich, dowodząc kompanią piechoty. W czasie I wojny światowej służył jako oficer sztabowy 13 dywizji piechoty, w roku 1918 uzyskał awans na stopień majora. W 1919 wziął udział w interwencji państw alianckich na Krymie, ale powrócił do kraju by wziąć udział w wojnie grecko-tureckiej. Służył w sztabie 5 dywizji piechoty, a następnie w sztabie generalnym armii greckiej. W roku 1934 uzyskał awans na pierwszy stopień generalski. W latach 30. służył w sztabie generalnym armii greckiej.
W sierpniu 1940 awansowany do stopnia generała-porucznika przejął komendę na 1 Korpusem armii greckiej. Podległe mu jednostki zajmowały południową Albanię, docierając do Gjirokastry. Uczestniczył w wojnie włosko-greckiej do grudnia 1940, kiedy został przeniesiony na stanowisko dowódcy 5 Korpusu. Po ataku Niemiec na Grecję i przełamania greckiej linii obrony był zwolennikiem kapitulacji. W tym czasie współpracował z generałem Jeorjosem Tsolakoglu, pełniąc funkcję ministra spraw wewnętrznych w kierowanym przez niego rządzie. Odszedł ze stanowiska 20 września 1941. W 1944 aresztowany i oskarżony o współpracę z okupantem. W 1946 został usunięty z armii. Zmarł w roku 1960, w Atenach.
Był żonaty (żona Ekaterini), miał troje dzieci.